# Corsanico
Corsanico (Curtis Anicii) è una frazione del Comune di Massarosa nella provincia di Lucca.
Le sue origini romane risalgono al 150 a.C. circa e il nome deriva dai proprietari terrieri che la colonizzarono. Le località principali sono: Vitiano, Casesi, La Chiesa, Castellare, Campisano, Botrici.
Nella Chiesa di San Michele è presente un organo monumentale, costruito fra il 1602 e il 1606. Utilizzato per concerti organizzati dall'Associazione culturale Amici della Musica d'Organo Vincenzo Colonna, il 2 luglio 2005, alla presenza del Presidente del Senato Marcello Pera, si è tenuta la serata inaugurale dopo il restauro dello strumento.
La Pieve di S. Michele Arcangelo costruita nel XII secolo, in stile romanico, conserva la torre campanaria, divenuta monumento nazionale. Vi è inoltre l'antico Oratorio di San Michele, di fronte al monumento dei caduti, proprio nel centro del paese.
Corsanico è sede della festa religiosa chiamata popolarmente Dolorosa, in omaggio alla Vergine Addolorata, che si celebra la prima domenica di Maggio dal 1700, evento folcloristico che vede portata in processione la statua d'argento della Madonna, commissionata nel 1775 dalla comunità di Corsanico all'argentiere lucchese Salvatore Strambi.
Sono presenti anche associazioni di volontariato e, ufficialmente dal 1982, la Corale S. Michele Arcangelo, apparsa su Rai 1 il 14 ottobre 1979 e il 30 dicembre 2001, mentre prestava servizio nelle S.S. Messe domenicali trasmesse dalla Pieve di San Michele Arcangelo di Corsanico.

## Galleria d'immagini

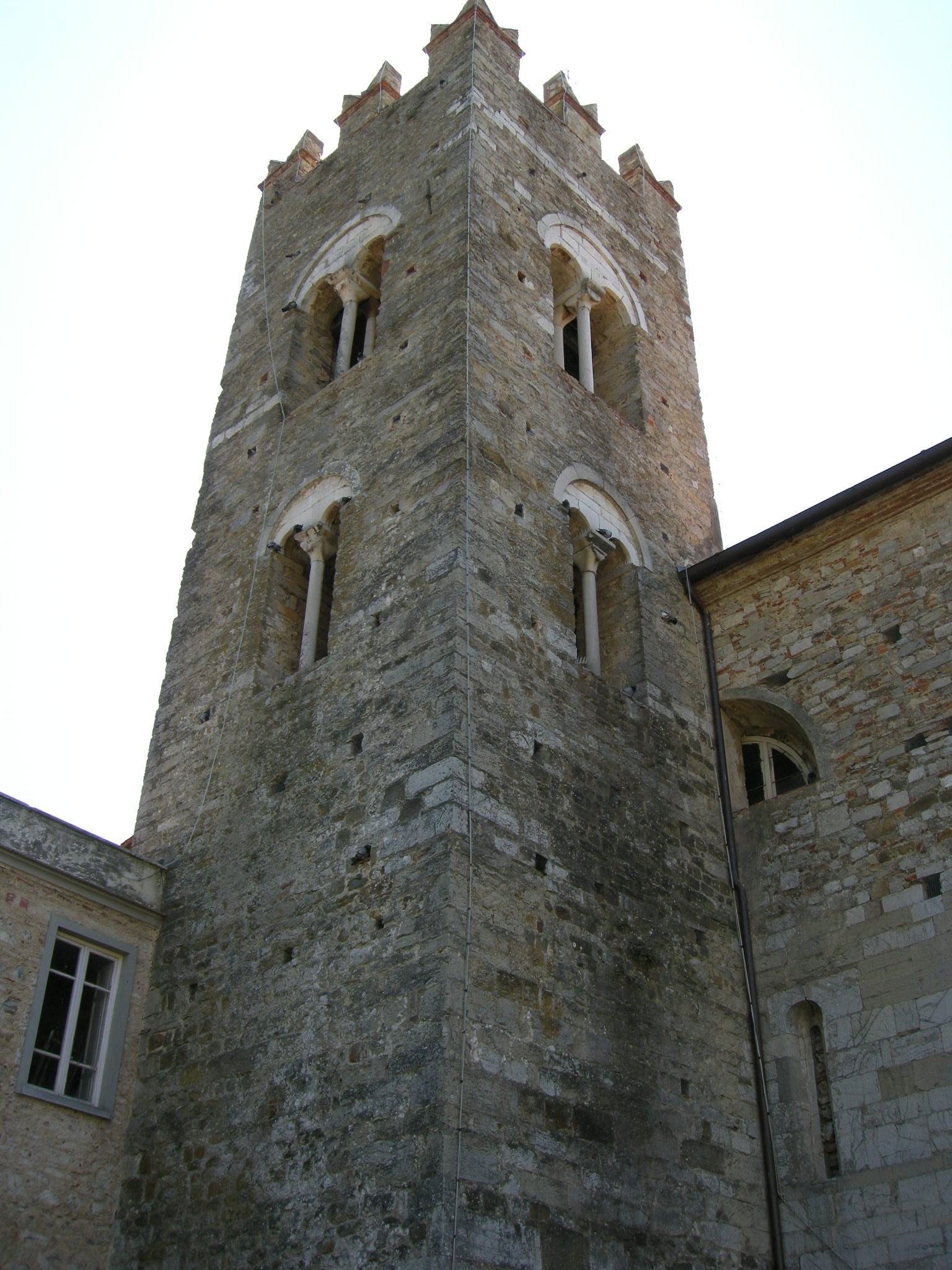
Torre campanaria Monumento Nazionale
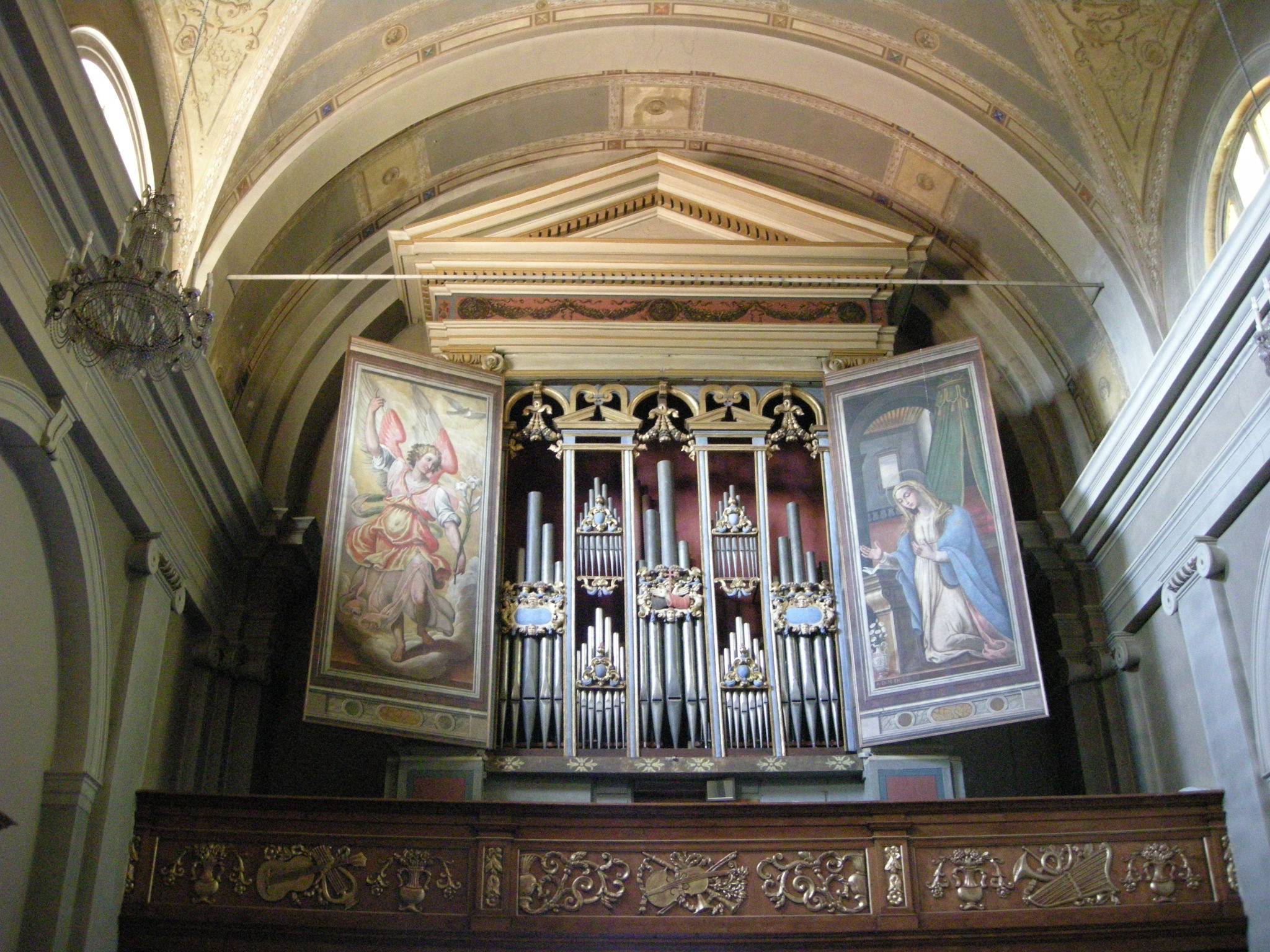
Organo Monumentale Vincenzo Colonna
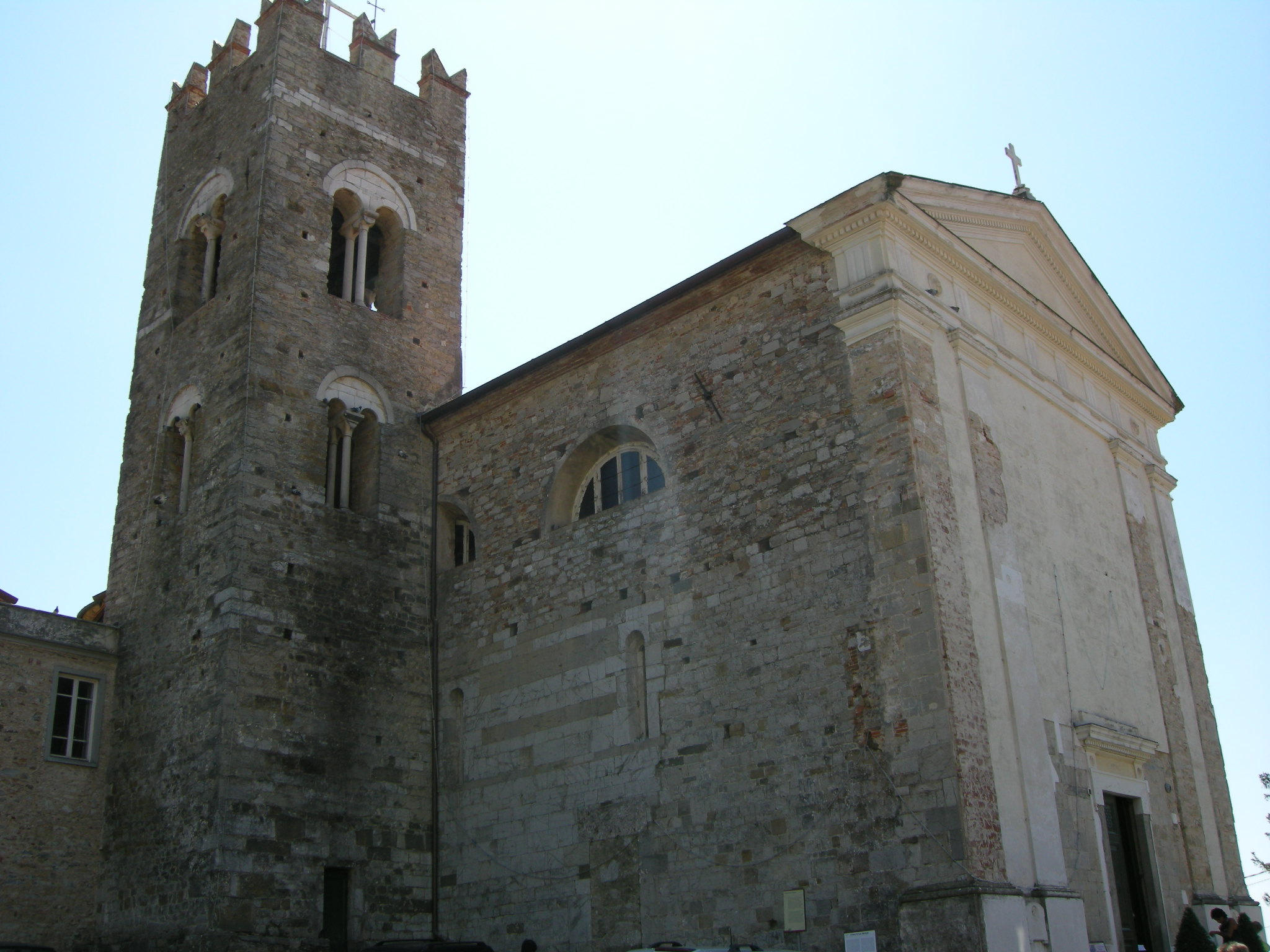
Esterno Pieve di San Michele Arcangelo
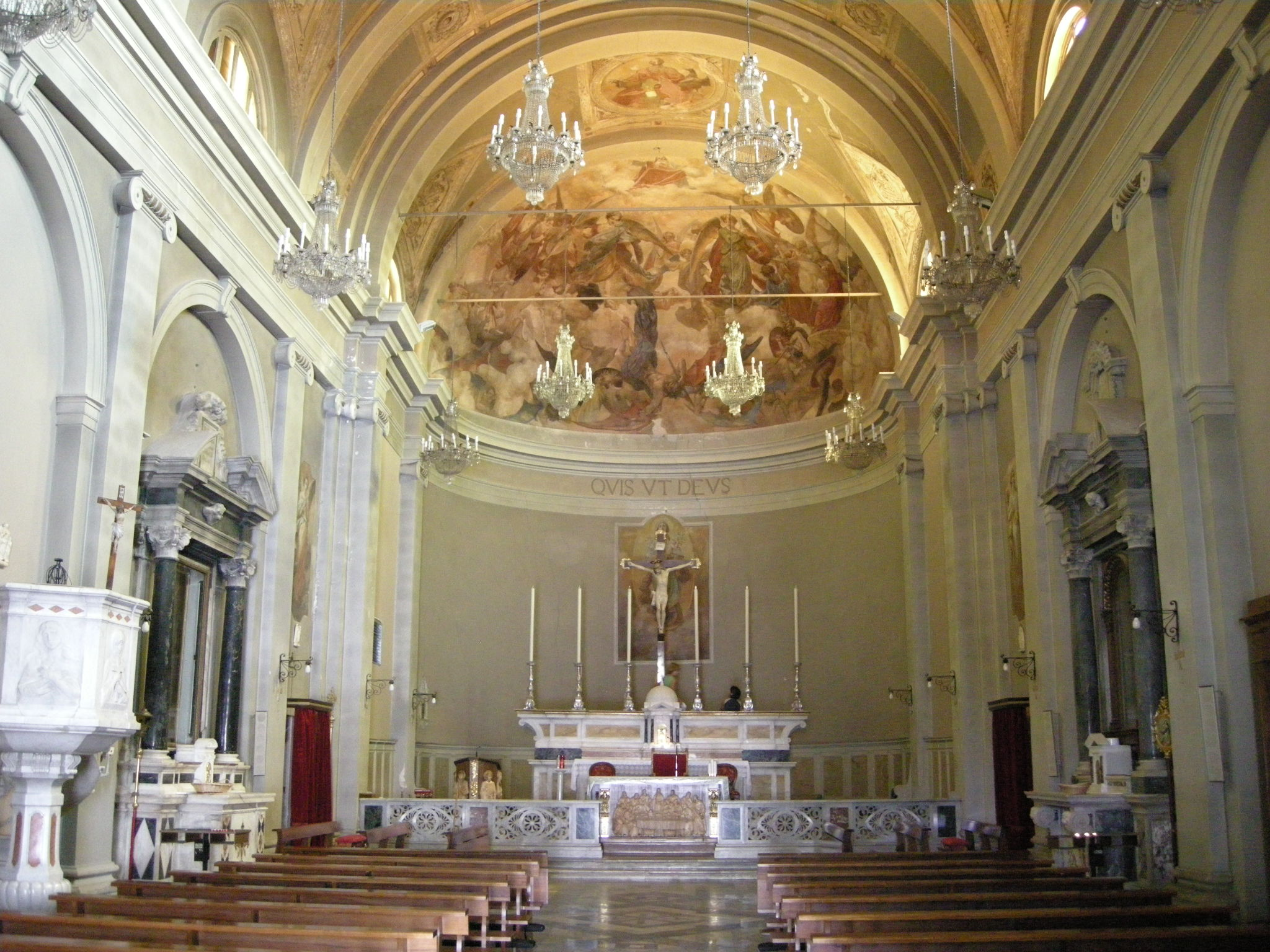
Interno Pieve di San Michele Arcangelo